# Tunalund
Tunalund var en gästgiverigård i byn Tuna i Hjälsta socken, Uppsala län.
Fastigheten omfattade 3/8 mantal frälse och ligger utmed landsvägen mellan Stockholm och Falun, och strax öster om landsvägen mellan Uppsala och Enköping. 
Härifrån fanns det i början av 1860-talet skjutsväg till
- Säva i norr (1,5 mil), till Uppsala
- Långtora i västnordväst (1 1/4 mil) till Sala-Hedemora-Falun
- Vånsjö  i västnordväst  (1 3/4 mil) till Sala-Hedemora-Falun
- Bålsta (Gran) i sydost (1,5 mil) mot Stockholm
- Litslenaby i sydväst (1 mil) mot Enköping

På 1743 års karta anges gästgiveriet här heta Furuby och ligga vid korsningen av de två landsvägarna, något väster om denna plats.